# Anne Francis
Anne Lloyd Francis, född som Ann Marvak 16 september 1930 i Ossining, New York, död 2 januari 2011 i Santa Barbara, Kalifornien, var en amerikansk skådespelerska.
Anne Francis är mest känd för rollen som Altaira Morbius i science fiction-klassikern Förbjuden värld från 1956 där hon spelade mot bland annat Leslie Nielsen. Hon spelade även titelrollen som privatdetektiven Honey West i TV-serien Honey West åren 1965–1966, en roll hon vann en Golden Globe Award för 1966.